# VIII Concurs de castells Vila de Torredembarra
El VIII Concurs de castells Vila de Torredembarra, conegut també com a Concurs-7 2011, tingué lloc el diumenge 2 d'octubre de 2011 a la plaça del Castell de Torredembarra. Fou el quaranta-cinquè concurs de castells de la història i la vuitena edició del concurs de castells Vila de Torredembarra, organitzat biennalment per la colla local, els Nois de la Torre. Amb 13 colles concursants, va ser el concurs de Torredembarra amb més participació de la història. L'edició anterior, celebrada l'any 2009, amb 12 colles participants, també havia sigut la més multitudinària fins al moment.
Els guanyadors van ser els Castellers d'Esplugues, que, en la primera ocasió que participaven en aquest concurs, van descarregar el 5 de 7 i el 3 de 7 aixecat per sota i carregar el 2 de 7, com a castell més valorat del concurs. La segona plaça fou per als Nois de la Torre i la tercera per als Castellers del Poble Sec.
Fou la millor edició de la història dels concursos de castells Vila de Torredembarra, ja que els resultats globals aconseguits per les colles superaren notablement els de concursos anteriors. Així, 9 de les 13 colles van completar la seva millor diada de l'any, i 6 d'aquestes hi van fer la millor actuació de la seva història, fins aquell moment. Dels 53 castells puntuables que es van provar, 48 es van descarregar, només 4 es van carregar i hi va haver 1 intent desmuntat. També s'hi van aconseguir els millors resultats globals de castells de la gamma alta de set registrats mai en aquest certamen. De les 13 colles participants, entre 9 colles assoliren 22 castells de la gamma alta de set d'un total de 39 d'assolits. Segons la taula de puntuacions, de més a menys puntuat, s'assoliren un 2 de 7 carregat, un 3 de 7 aixecat per sota, dos 7 de 7, sis 5 de 7, set 4 de 7 amb l'agulla i cinc 3 de 7 amb l'agulla.

## Antecedents
El Concurs de castells Vila de Torredembarra, conegut també com el Concurs-7, és un concurs de castells creat pels Nois de la Torre el 1997. En la primera edició, la desapareguda Colla Nova del Vendrell es va endur la victòria. En els tres certamens anteriors, del 2005, 2007 i 2009, els Minyons de l'Arboç van aconseguir la primera posició, tot i que en la darrera edició van guanyar ex aequo compartint posició amb els Castellers de Badalona, totes dues colles amb el 5 de 7 descarregat com a millor castell.

## Concurs
La jornada va començar a les 11 del matí amb la realització d'un pilar de 4 caminant i pujant quatre esglaons, per part de cada colla, que entrava a plaça i anava fins davant la tribuna del jurat. Dels 13 pilars caminants que es van realitzar, es van descarregar tots excepte el dels Torraires de Montblanc, que va quedar en carregat.

### Primera ronda

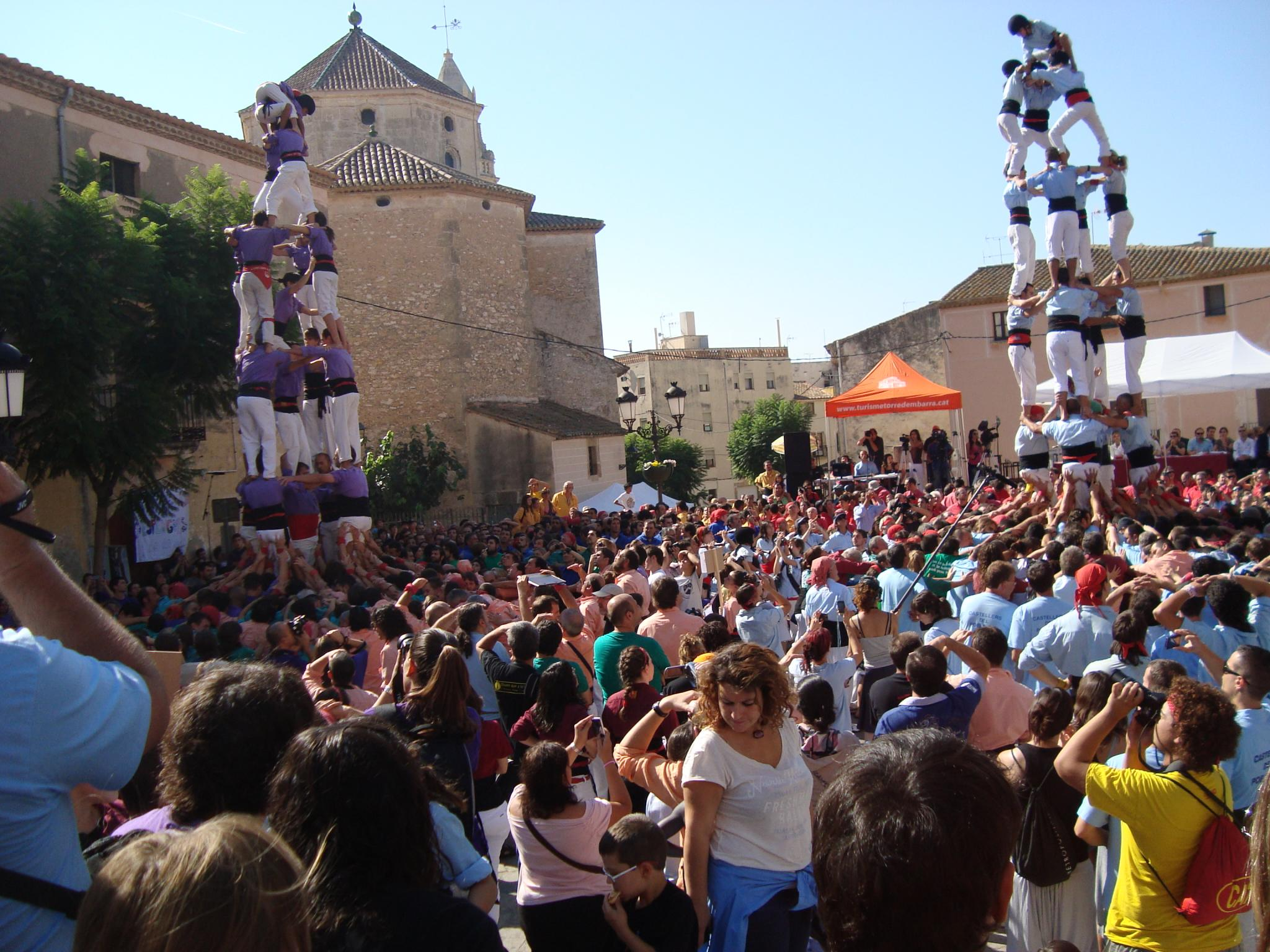
Dos 4 de 7 amb l'agulla en primera ronda. A l'esquerra, els Castellers d'Altafulla, i a l'altra banda, els Nois de la Torre.

El concurs va començar amb la primera ronda conjunta del Grup A. Els Castellers del Poble Sec van ser els primers a plantar el primer castell, un 5 de 7 que ja havien descarregat el 17 de juliol anterior en la diada del 12è aniversari de la colla. Mentrestant, els Minyons de l'Arboç van descarregar el 4 de 7 amb l'agulla per segon cop l'any i els Castellers de Cerdanyola ho feien amb el quart 2 de 6 de la temporada. Els Castellers de la Sagrada Família i la Colla Jove Xiquets de Vilafranca van descarregar el primer 5 de 7 i quart 3 de 7 de la colla, respectivament. A continuació, va ser el torn de les colles del Grup B. Començaren els Castellers de Badalona amb un 3 de 7, que descarregaren per setena vegada a la temporada. Els Castellers d'Altafulla i els Nois de la Torre van sortir a plaça amb el 4 de 7 amb l'agulla, un castell que les dues colles descarregaven per segona vegada aquell any. Paral·lelament, la Colla Jove de l'Hospitalet va descarregar el 4 de 7. En el cicle de colles del Grup C, els Torraires de Montblanc començaven amb el 4 de 6 amb l'agulla descarregat i els Salats de Súria amb el 3 de 7. Mentrestant, la Colla Castellera Jove de Barcelona també feia el 3 de 7 i els Castellers d'Esplugues tancaven la primera ronda amb l'onzè 5 de 7 descarregat a la temporada.
La primera ronda acabava amb els Castellers del Poble Sec, els Castellers de la Sagrada Família i els Castellers d'Esplugues compartint la primera posició provisional amb el 5 de 7 com a millor castell. En segon lloc compartit, hi havia els Minyons de l'Arboç, els Castellers d'Altafulla i els Nois de la Torre amb el 4 de 7 amb l'agulla com a segon castell més valorat.

### Segona ronda

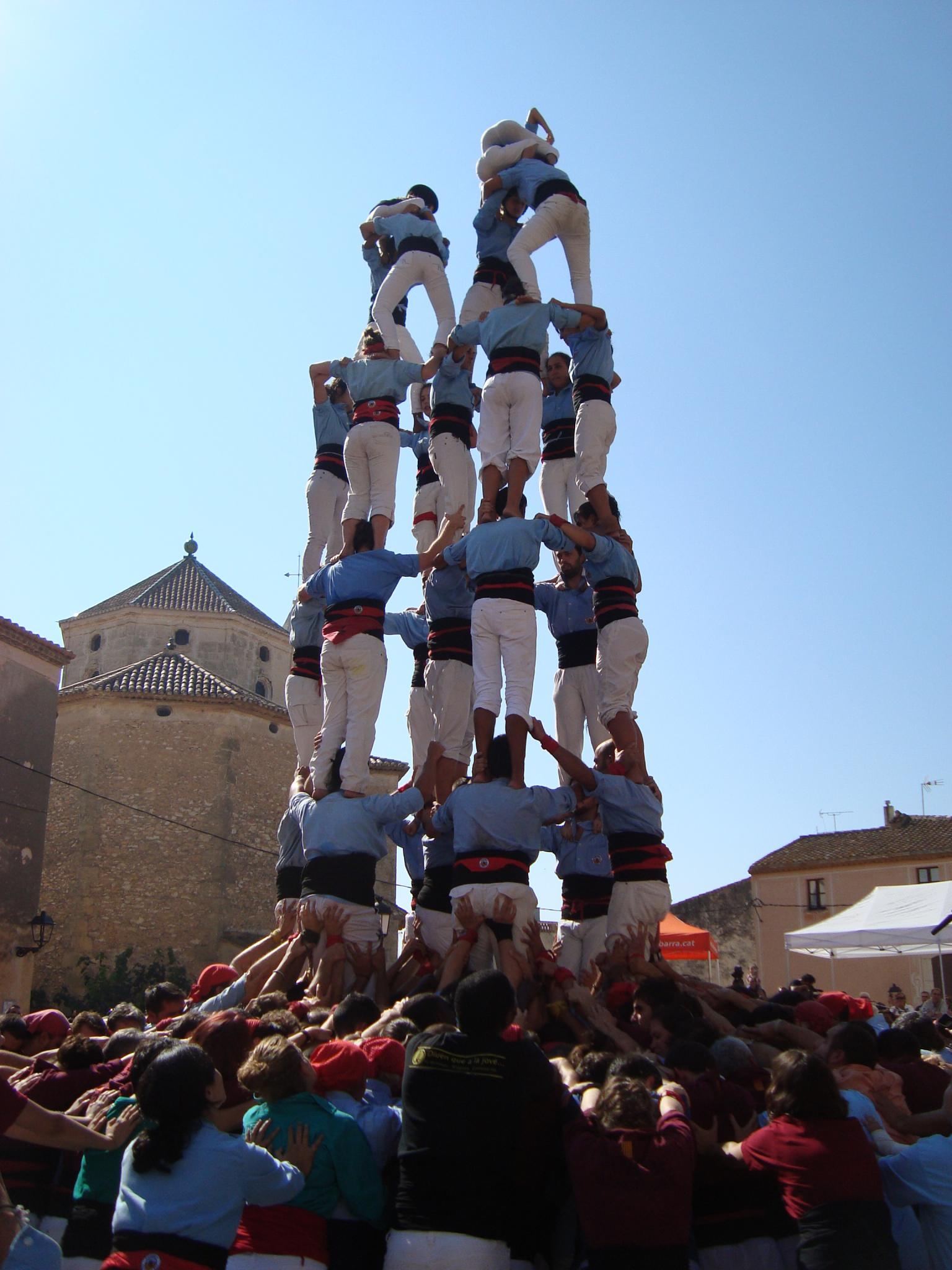
7 de 7 dels Castellers del Poble Sec en segona ronda.

Els Castellers de Cerdanyola van encetar la segona ronda amb el quart 3 de 7 de l'any. A continuació, els Minyons de l'Arboç van descarregar el primer 5 de 7 del curs, després d'haver-ne fet 3 intents desmuntats aquella temporada. Simultàniament, la Colla Jove Xiquets de Vilafranca els quedava el 4 de 7 en carregat per primera vegada, després d'haver-ne descarregat dos des de la fundació de la colla a l'octubre de l'any 2010. Mentrestant, els Castellers de la Sagrada Família van fer un peu desmuntat del 4 de 7 amb l'agulla, un castell que acabarien descarregant en aquella ronda. Tancant el cicle de colles del Grup A, els Castellers del Poble Sec van realitzar el primer castell en solitari de la jornada. Van descarregar el primer 7 de 7 de la colla, assolit al primer intent. En el torn de les colles del Grup B, va començar la Colla Jove de l'Hospitalet amb un 3 de 7, un castell descarregava per primera ocasió aquell any. Tot seguit, els Castellers d'Altafulla van descarregar el 3 de 7 amb l'agulla i, de manera molt paral·lela, els Castellers de Badalona van completar el 4 de 7 amb l'agulla, un castell que no portaven a plaça des del seu últim intent fet el maig del 2010. Així, per les dues colles era la primera vegada a la temporada que descarregaven aquells castells. Per acabar, els Nois de la Torre van completar el tercer 5 de 7 de la temporada i quart de la seva història. En l'últim cicle de la segona ronda, els Torraires de Montblanc realitzaven el primer 2 de 6 de l'any, i que va ser el seu millor castell de l'actuació, la Colla Castellera Jove de Barcelona descarregava el segon 4 de 7 i els Salats de Súria també van completar desè 4 de 7 del curs. Finalment, en ronda en solitari i després de fer-ne un peu desmuntat, els Castellers d'Esplugues van provar el 2 de 7 en què es va arribar a col·locar l'acotxadora i que van acabar desmuntant.
En la classificació provisional en finalitzar la segona ronda, els Castellers del Poble Sec lideraven amb el 5 de 7 i el 7 de 7, com a millors castells de la diada, mentre que la segona posició era compartida pels Castellers de la Sagrada Família, els Minyons de l'Arboç i els Nois de la Torre amb el 5 de 7 i el 4 de 7 amb l'agulla. Els Castellers d'Esplugues, que finalment es classificarien en primer lloc, passaven a la tercera ronda en la dotzena posició i sent l'única colla amb només un castell.

### Tercera ronda

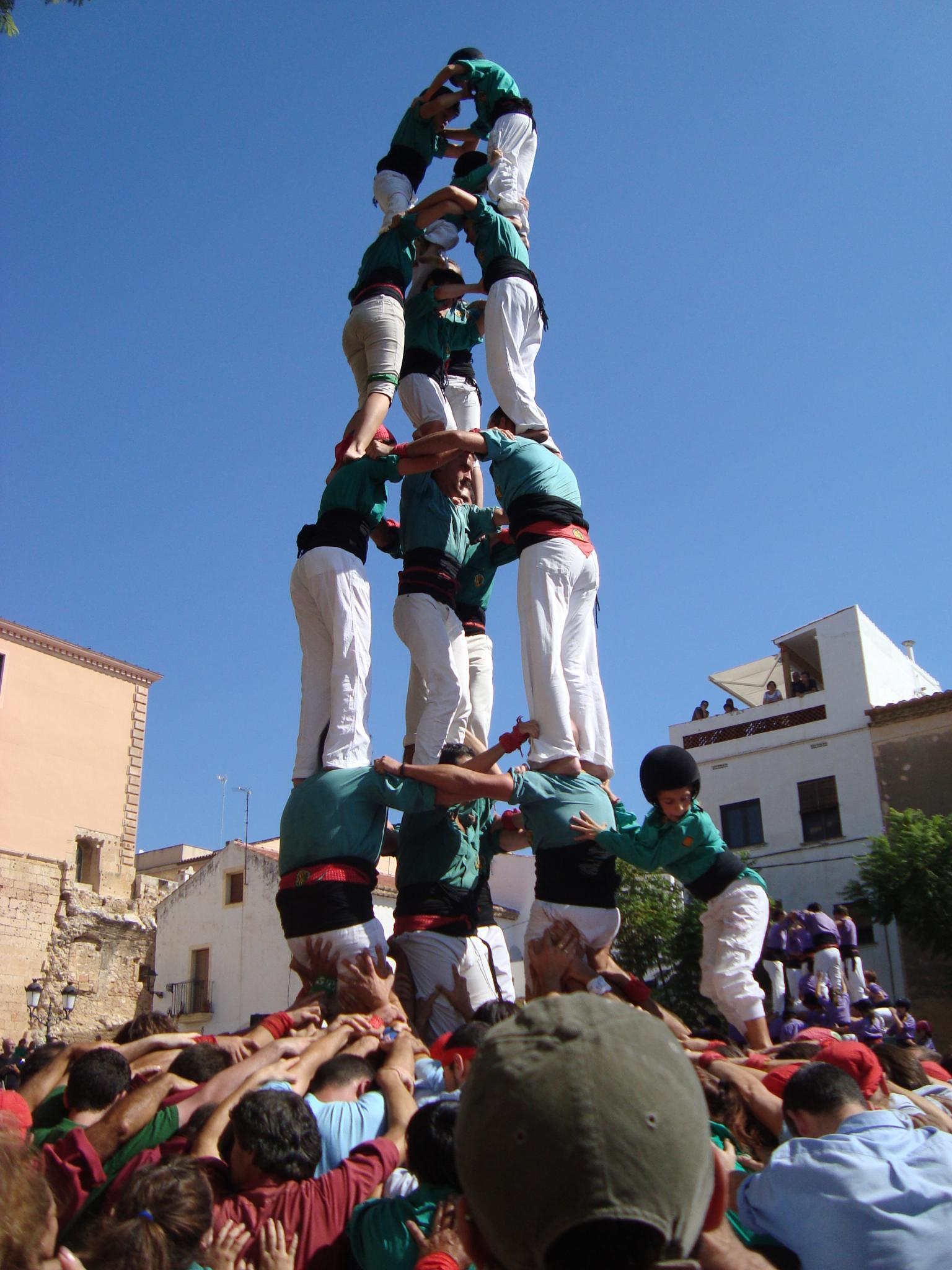
3 de 7 amb l'agulla de la Colla Jove de l'Hospitalet en tercera ronda.

La tercera ronda va començar amb l'actuació conjunta de les colles del Grup A. Les primeres colles a alçar els castells van ser els Castellers de Cerdanyola i els Castellers de la Sagrada Família, que van descarregar el 4 de 7 i el 3 de 7 amb l'agulla, respectivament. Amb aquest castell, els cerdanyolencs van revalidar la millor actuació de la temporada, assolida una setmana abans a Ripollet. Per la seva banda, la colla del barri de la Sagrada Família també va completar la millor actuació de l'any i va rebre el Premi TAC12 a la millor execució tècnica. La Colla Jove Xiquets de Vilafranca va desmuntar un peu de 2 de 6, que posteriorment va descarregar. Així, aconseguia la segona millor actuació de l'any, després d'haver completat la clàssica de set (3 de 7, 4 de 7 i 2 de 6) prèviament en la Festa Major de Manresa el 28 d'agost. Finalment, les dues colles restant del grup, els Minyons de l'Arboç i els Castellers del Poble Sec, també van començar amb un peu desmuntat dels seus respectius castells intentats, el 3 de 7 amb l'agulla i el 4 de 7 amb l'agulla, que tot seguit van acabar descarregant. Els arbocencs van completar per primera vegada l'any aquell castell, van fer la millor actuació de la temporada i van acabar amb tres castells de la gamma alta de set descarregats, fet que no assolien des del 2009. La colla del Poble-sec va aconseguir la segona millor actuació de l'any.
De les quatre colles del Grup B, va començar la Colla Jove de l'Hospitalet, que va descarregar el primer 3 de 7 amb l'agulla de la colla al primer intent. Al mateix moment, els Castellers d'Altafulla descarregaven el primer 5 de 7 de la temporada i segon de la seva història, i tancaven la millor actuació del curs, la qual s'igualava a la millor de la seva història. Paral·lelament, els Castellers de Badalona també van realitzar el primer 3 de 7 amb l'agulla de l'any i completaven la millor diada de la temporada. Per tancar el segon cicle de la tercera ronda, els Nois de la Torre van descarregar, en solitari i per primera vegada a la història de la colla, el 7 de 7. Així, la colla torrenca es classificava en primera posició provisional, a l'espera dels castells que intentarien els Castellers d'Esplugues en aquella mateixa tercera ronda i en la ronda de repetició.
En l'últim cicle de colles del Grup C, la Colla Castellera Jove de Barcelona i els Torraires de Montblanc van descarregar el pilar de 5 i el 3 de 6 amb l'agulla, respectivament. També en la ronda conjunta, els Salats de Súria van carregar el primer 4 de 7 amb l'agulla, i castell de la gamma alta de set, de la colla. Amb aquest castell, fet després d'un peu desmuntat, van aconseguir la millor actuació de la història fins aquell moment i també, per primera vegada, van assolir tres castells de set en una mateixa actuació. Per acabar la ronda, i en solitari, els Castellers d'Esplugues van descarregar el 3 de 7 aixecat per sota, un castell que prèviament ja l'havien intentat sense èxit un parell de vegades, el 19 de juny en la diada del Raspall de Barcelona.

### Ronda de millora
Un cop acabades les tres rondes, segons les normatives del concurs es podia tornar a intentar un castell en la ronda de millora en el cas que un dels tres castells intentats no s'hagués assolit. L'única colla que va acabar una ronda en blanc i, per tant, sense puntuar, van ser els Castellers d'Esplugues, amb l'intent desmuntat de 2 de 7 a la segona ronda. Finalment, els espluguins van tornar a intentar aquell castell i van carregar-lo per segona vegada a l'any.

## Resultats

### Classificació
| Resultat              |
| --------------------- |
| Descarregat (D)       |
| Carregat (C)          |
| Intent (I)            |
| Intent desmuntat (ID) |

En el VIII Concurs de castells Vila de Torredembarra hi van participar les millors 13 colles que la temporada del 2011 no havien aconseguit cap castell de vuit fins al moment del concurs, i que pels criteris de selecció del concurs de castells de Tarragona no van poder participar en aquest darrer esdeveniment.
Els guanyadors van ser els Castellers d'Esplugues, que, en la primera ocasió que participaven en aquest concurs, van descarregar el 5 de 7 i el 3 de 7 aixecat per sota i carregar el 2 de 7, com a castell més valorat del concurs. La segona plaça fou per als Nois de la Torre i la tercera per als Castellers del Poble Sec, ambdues colles amb el 4 de 7 amb l'agulla, el 5 de 7 i el 7 de 7, com a millors castells. Tot i descarregar els mateixos castells, la colla del Poble Sec va desmuntar un peu del 4 de 7 amb l'agulla en tercera ronda que va ser penalitzat amb 3 punts menys, amb la qual cosa els torrencs van passar en segon lloc. Els Castellers de la Sagrada Família i els Minyons de l'Arboç van quedar empatats a punts ex aequo en la quarta posició. Les dues colles van fer la mateixa actuació, 5 de 7, 4 de 7 amb l'agulla i 3 de 7 amb l'agulla. En sisè lloc, els Castellers d'Altafulla també van completar l'actuació amb els mateixos castells que les dues colles anteriors.
Llegenda
a: amb agulla o pilar al mig
ps: aixecat per sota
cam: caminant
| Pos. | Colla                              | Castells intentats | Castells intentats | Castells intentats | Castells intentats | Castells intentats | Punts | Notes |
| Pos. | Colla                              | Pilars             | 1a ronda           | 2a ronda           | 3a ronda           | 4a ronda           | Punts | Notes |
| ---- | ---------------------------------- | ------------------ | ------------------ | ------------------ | ------------------ | ------------------ | ----- | --- |
| 1    | Castellers d'Esplugues             | Pde4 cam           | 5de7               | 2de7(id)           | 3de7ps             | 2de7(c)            | 2.990 | Primera participació en un Concurs-7. Millor actuació de la colla.                                                                                          |
| 2    | Nois de la Torre                   | Pde4 cam           | 4de7a              | 5de7               | 7de7               | –                  | 2.600 | Millor actuació des del 1982. |
| 3    | Castellers del Poble Sec           | Pde4 cam           | 5de7               | 7de7               | 4de7a              | –                  | 2.597 | Segona millor actuació de la temporada, fins al moment, i tercera en acabar la temporada.                                                                   |
| 4    | Castellers de la Sagrada Família   | Pde4 cam           | 5de7               | 4de7a*             | 3de7a              | –                  | 2.497 | Millor actuació de la colla. Primer 5de7 de la colla. |
| 4    | Minyons de l'Arboç                 | Pde4 cam           | 4de7a              | 5de7               | 3de7a              | –                  | 2.497 | Millor actuació de la temporada. |
| 6    | Castellers d'Altafulla             | Pde4 cam           | 4de7a              | 3de7a              | 5de7               | –                  | 2.492 | |
| 7    | Castellers de Badalona             | Pde4 cam           | 3de7               | 4de7a              | 3de7a              | –                  | 2.275 | |
| 8    | Colla Jove de l'Hospitalet         | Pde4 cam           | 4de7               | 3de7               | 3de7a              | –                  | 2.070 | Primer castell de la gamma alta de set descarregat. Primer 3de7a de la colla. Millor actuació de la colla.                                                  |
| 9    | Salats de Súria                    | Pde4 cam           | 3de7               | 4de7               | 4de7a(c)           | –                  | 1.972 | Primer castell de la gamma alta de set carregat. Primer 4de7a carregat de la colla. Millor actuació de la colla. Primera actuació amb tres castells de set. |
| 10   | Colla Castellera Jove de Barcelona | Pde4 cam           | 3de7               | 4de7               | Pde5               | –                  | 1.765 | Primera participació en un concurs de castells. |
| 11   | Castellers de Cerdanyola           | Pde4 cam           | 2de6               | 3de7               | 4de7               | –                  | 1.705 | |
| 12   | Colla Jove Xiquets de Vilafranca   | Pde4 cam           | 3de7               | 4de7(c)            | 2de6*              | –                  | 1.612 | Primera participació en un concurs de castells. |
| 13   | Torraires de Montblanc             | Pde4 cam(c)        | 4de6a              | 2de6               | 3de6a              | –                  | 1.005 | Millor actuació de la temporada. Millor actuació dels darrers deu anys.                                                                                     |

### Estadística

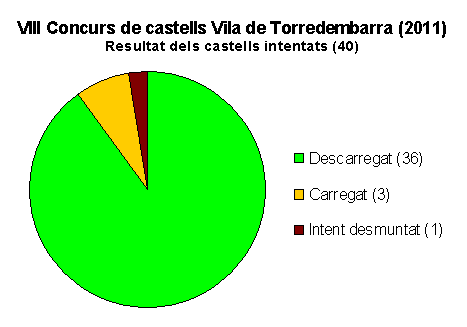
Gràfica del resultat dels castells intentats al VIII Concurs de castells Vila de Torredembarra, sense comptar els pilars de 4 caminant.

En el VIII Concurs de castells Vila de Torredembarra es van fer 53 intents de castells (comptant els pilars de 4 caminant) i es van provar dotze construccions diferents que, en ordre de dificultat creixent, anaven des del pilar de 4 caminant al 2 de 7 carregat. De les 53 temptatives que es van fer es van descarregar 48 castells, se'n van carregar 4 més i 1 castell es va quedar en intent desmuntat. La següent taula mostra l'estadística dels castells que es van provar al concurs de castells, els quals apareixen ordenats, de major a menor dificultat, segons la taula de puntuacions del VIII Concurs de castells Vila de Torredembarra.
| Núm.        | Castell                 | Descarregat | Carregat | Intent | Intent desmuntat | Total |
| ----------- | ----------------------- | ----------- | -------- | ------ | ---------------- | ----- |
| 1           | 2 de 7                  | –           | 1        | –      | 1                | 2     |
| 2           | 3 de 7 aixecat per sota | 1           | –        | –      | –                | 1     |
| 3           | 7 de 7                  | 2           | –        | –      | –                | 2     |
| 4           | 5 de 7                  | 6           | –        | –      | –                | 6     |
| 5           | 4 de 7 amb l'agulla     | 6           | 1        | –      | –                | 7     |
| 6           | 3 de 7 amb l'agulla     | 5           | –        | –      | –                | 5     |
| 7           | 3 de 7                  | 6           | –        | –      | –                | 6     |
| 8           | 4 de 7                  | 4           | 1        | –      | –                | 5     |
| 9           | Pilar de 5              | 1           | –        | –      | –                | 1     |
| 10          | 2 de 6                  | 3           | –        | –      | –                | 3     |
| 11          | 4 de 6 amb l'agulla     | 1           | –        | –      | –                | 1     |
| 12          | 3 de 6 amb l'agulla     | 1           | –        | –      | –                | 1     |
| 13          | Pilar de 4 caminant     | 12          | 1        | –      | –                | 13    |
| Total       | Total                   | 48          | 4        | 0      | 1                | 53    |
| Percentatge | Percentatge             | 90,5%       | 7,5%     | 0%     | 2%               | 100%  |

## Normativa

### Ubicació i ordre d'actuació
Dies abans de la celebració del concurs, es va fer un sorteig d'ubicació a la plaça i ordre d'actuació. Les colles participants estaven agrupades en tres grups i cada una de les tres primeres colles, segons la seva posició en el Rànquing Estrella, va encapçalar un grup diferent, anomenats A, B i C. El número de cada colla indica l'ordre d'entrada a plaça amb un pilar de 4 caminant fins davant la tribuna del jurat.
| Grup A | Grup A                           |
| ------ | -------------------------------- |
| 1      | Castellers del Poble Sec         |
| 4      | Castellers de Cerdanyola         |
| 7      | Minyons de l'Arboç               |
| 10     | Castellers de la Sagrada Família |
| 13     | Colla Jove Xiquets de Vilafranca |

| Grup B | Grup B                     |
| ------ | -------------------------- |
| 2      | Nois de la Torre           |
| 5      | Colla Jove de l'Hospitalet |
| 8      | Castellers d'Altafulla     |
| 11     | Castellers de Badalona     |

| Grup C | Grup C                             |
| ------ | ---------------------------------- |
| 3      | Castellers d'Esplugues             |
| 6      | Salats de Súria                    |
| 9      | Torraires de Montblanc             |
| 12     | Colla Castellera Jove de Barcelona |

### Jurat

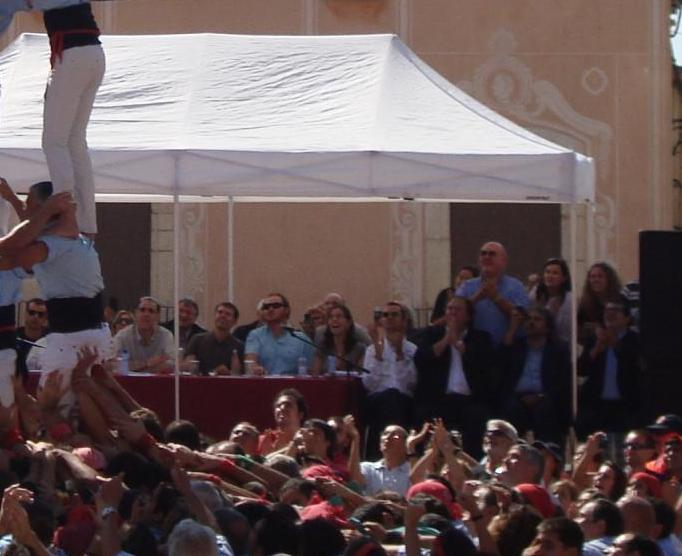
Tribuna amb els membres del jurat: Pere Ribes, Roger Peiró, Anton Gras Ciuró, Eloi Miralles, Jordi Sentís i Joan Barquet.

La funció del jurat fou la de jutjar i valorar les actuacions de les colles, alhora que també va vetllar que no hi hagués irregularitats en l'aixecament dels castells. En el cas que n'hi hagués el jurat tenia la facultat de desqualificar un castell de manera inapel·lable. També tenien la funció de fer pública la puntuació i classificació de les colles després de cada ronda. El jurat estigué format per sis membres: un president i cinc vocals. En formà part l'historiador casteller Eloi Miralles, com a president, i altres personalitats del món casteller: el cap de colla d'honor dels Nois de la Torre, Anton Gras Ciuró, el Ton Segal; el cap de colla dels Xiquets de Tarragona, Roger Peiró; el cap de colla de la Colla Jove Xiquets de Tarragona, Jordi Sentís; el periodista Pere Ribes i el cap de colla de la Colla Joves Xiquets de Valls, Joan Barquet.
També, presents en la tribuna, hi van assistir Frederic Adán Domènech, president del Consell Comarcal del Tarragonès; Daniel Masagué Pere, alcalde de Torredembarra; Joaquim Nin Borreda, delegat territorial del Govern de la Generalitat a Tarragona, i Jordi Jané i Guasch, diputat al Congrés dels Diputats per CiU.

### Taula de puntuacions
La taula de puntuacions del VIII Concurs de castells Vila de Torredembarra incloïa 26 construccions que, per ordre de dificultat creixent anaven del 3 de 6 amb l'agulla al 3 de 8, i cada castell tenia una puntuació per castell carregat o descarregat. Hi figuraven tretze estructures diferents: el pilar, el pilar aixecat per sota, el dos (o torre), el dos aixecat per sota, el tres, el tres aixecat per sota, el tres amb l'agulla, el quatre, el quatre amb l'agulla, el cinc, el cinc amb l'agulla, el set i el nou. El pilar de 4 caminant, que no estava inclòs en la taula de puntuacions amb la resta de construccions, tenia un valor de 80 punts per descarregar-lo i 10 per carregar-lo.
La següent taula mostra la llista de construccions permeses al concurs de castells i la puntuació per cada un dels castells carregats o descarregats establerta a les bases del concurs. El nom dels diferents castells apareix segons la nomenclatura emprada en la taula de puntuacions de les bases del concurs.
| Núm. | Castell | Punts descarregat | Punts carregat |
| ---- | ------- | ----------------- | -------------- |
| 1    | 4d6     | 220               | 185            |
| 2    | 3d6     | 235               | 200            |
| 3    | 3d6a    | 290               | 245            |
| 4    | 4d6a    | 300               | 255            |
| 5    | 5d6     | 320               | 270            |
| 6    | 7d6     | 330               | 280            |
| 7    | 5d6a    | 340               | 325            |
| 8    | 3d6ps   | 365               | 310            |
| 9    | 2d6     | 405               | 340            |
| 10   | 2d6ps   | 445               | 375            |
| 11   | 9d6     | 460               | 390            |
| 12   | p5      | 465               | 395            |
| 13   | p5s     | 465               | 395            |

| Núm. | Castell | Punts descarregat | Punts carregat |
| ---- | ------- | ----------------- | -------------- |
| 14   | 4d7     | 590               | 500            |
| 15   | 3d7     | 630               | 535            |
| 16   | 3d7a    | 770               | 650            |
| 17   | 4d7a    | 795               | 675            |
| 18   | 5d7     | 855               | 725            |
| 19   | 7d7     | 870               | 735            |
| 20   | 5d7a    | 910               | 865            |
| 21   | 3d7ps   | 965               | 815            |
| 22   | 9d7     | 1.215             | 1.030          |
| 23   | 2d7     | 1.290             | 1.090          |
| 24   | 4d8     | 1.465             | 1.240          |
| 25   | p6      | 1.590             | 1.345          |
| 26   | 3d8     | 1.775             | 1.505          |

## Mitjans de comunicació
Durant el concurs de castells, la televisió pública del Camp de Tarragona TAC 12, conjuntament amb l'emissora de ràdio local Ona la Torre van realitzar un programa especial de prop de tres hores de durada presentat pels periodistes Raquel Sans Guerra i Guillem Bargalló. El 10 d'octubre del 2011 el programa casteller de TV3 Quarts de nou va oferir un ampli resum del concurs.

## Galeria d'imatges

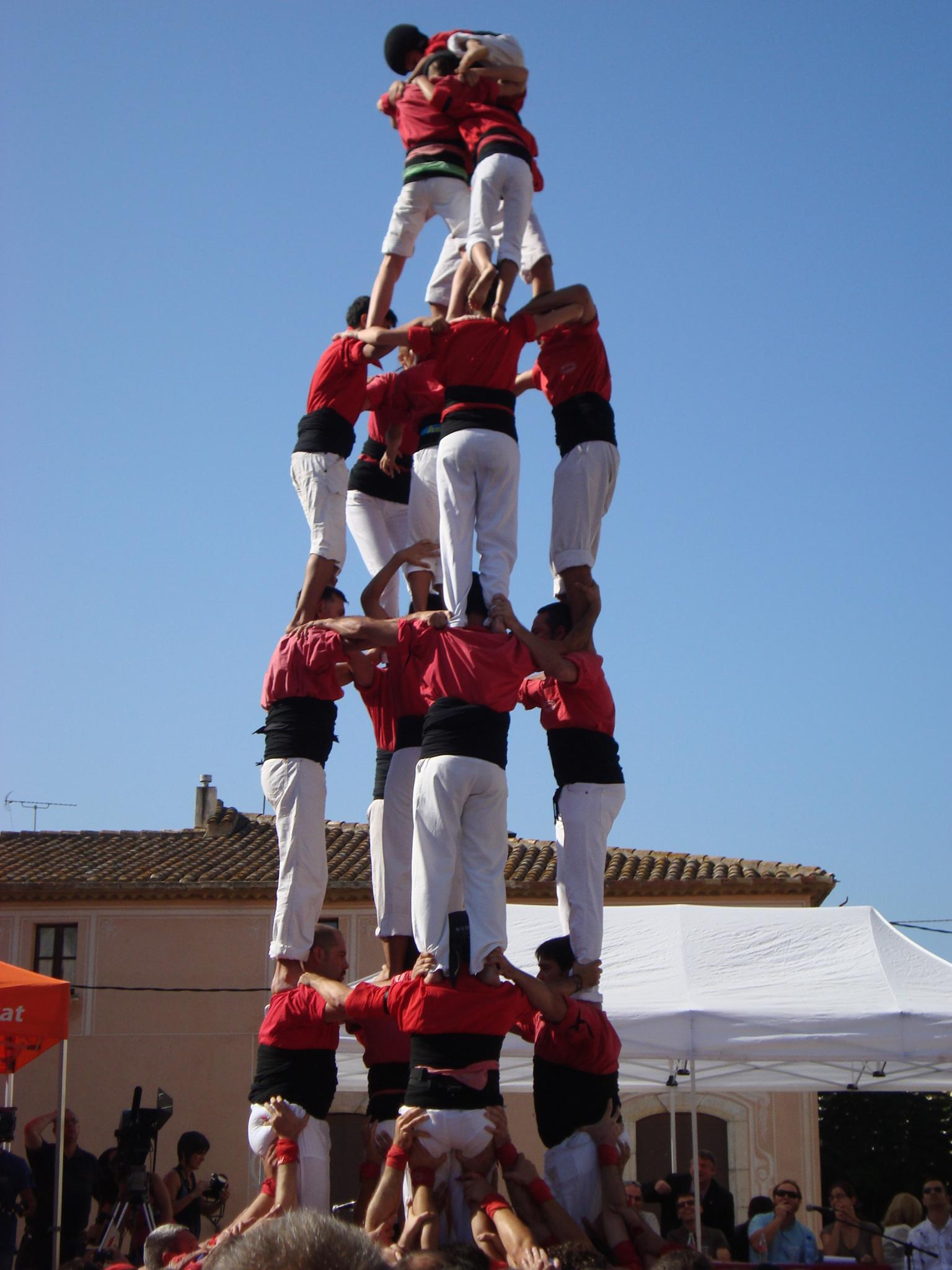
4 de 7 amb l'agulla dels Minyons de l'Arboç en primera ronda
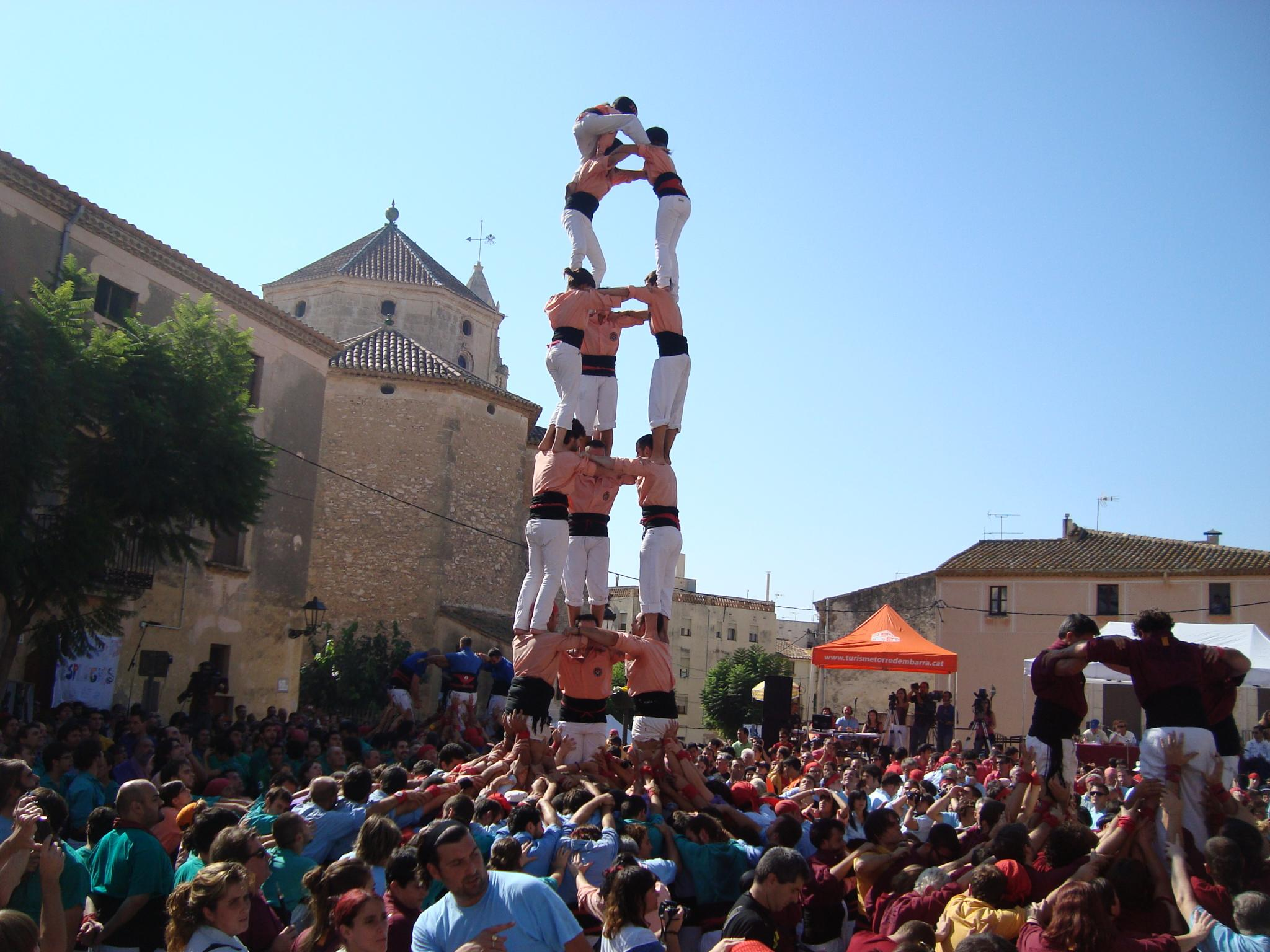
3 de 7 dels Salats de Súria en primera ronda
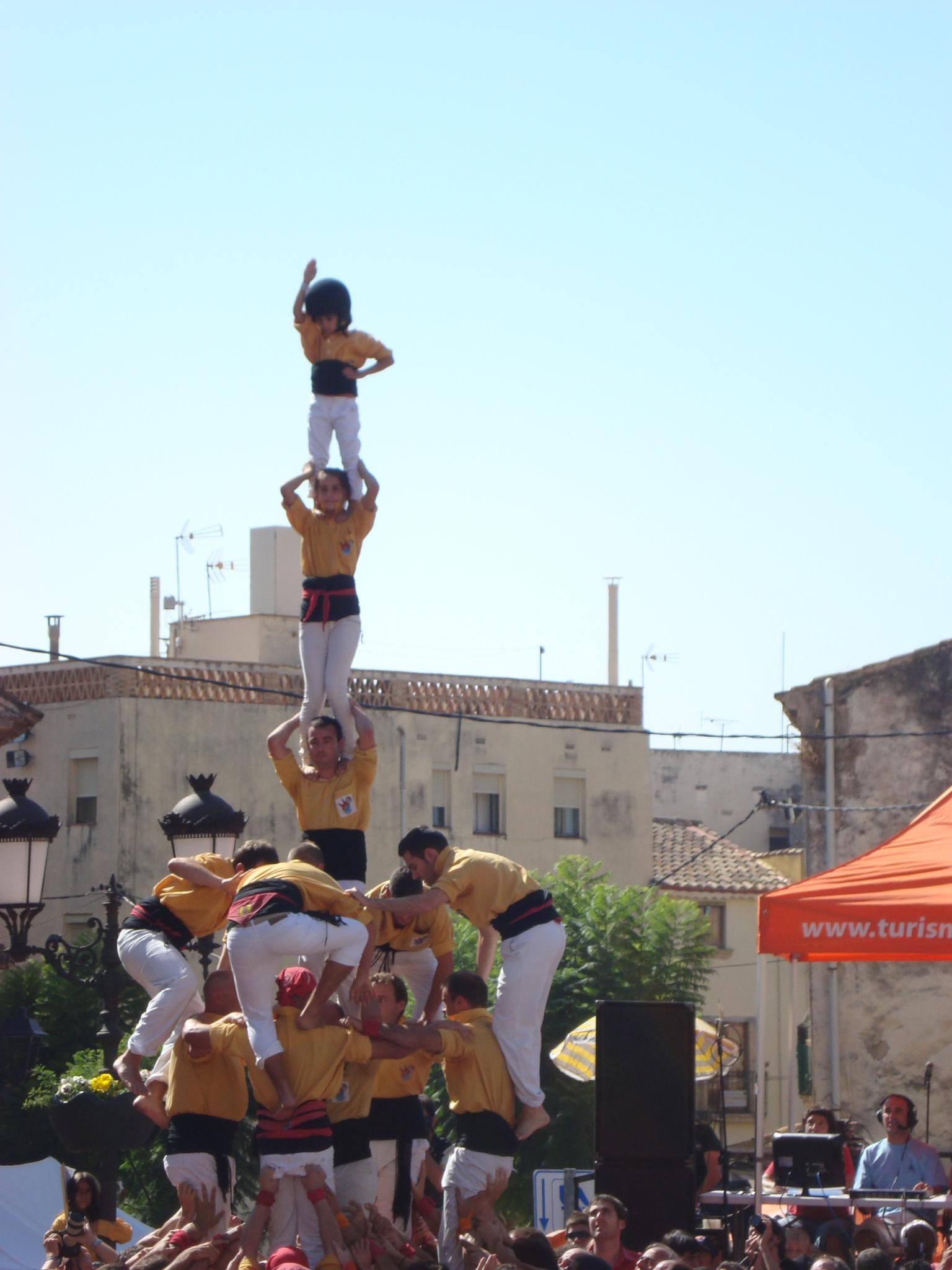
4 de 7 amb l'agulla dels Castellers de Badalona en segona ronda
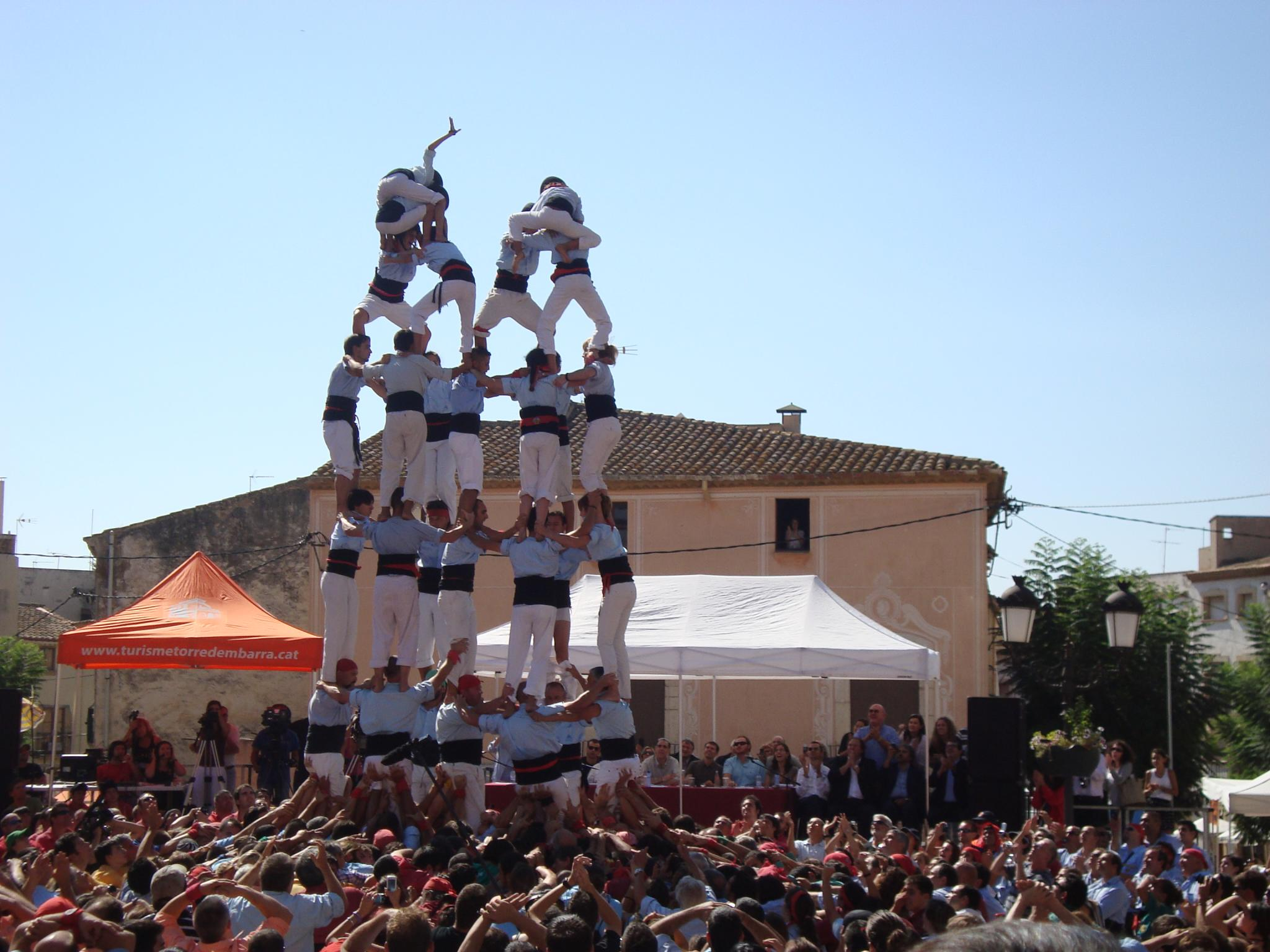
7 de 7 dels Nois de la Torre en tercera ronda
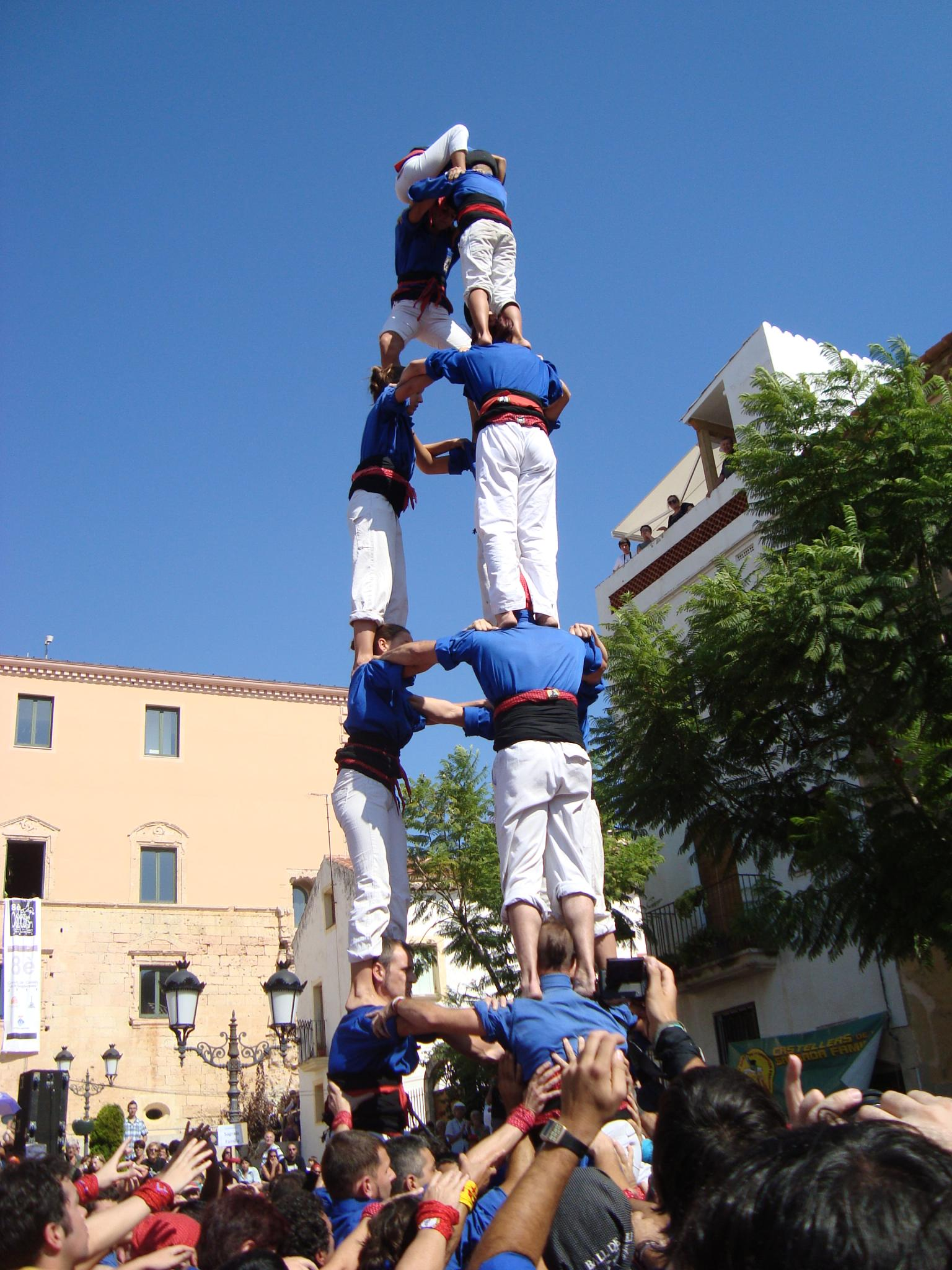
3 de 7 aixecat per sota dels Castellers d'Esplugues en tercera ronda